# Окунінка-Біла
Окунінка-Біла (пол. Okuninka Białe) — пасажирський зупинний пункт на залізничній лінії № 81. Розташований у селі Собібір, у гміні Володава Володавського повіту Люблінського воєводства Польщі, з однією береговою платформою.
У 2017 році зупинка обслуговувала 0-9 пасажирів на добу.